# James Glaisher
James Glaisher (7. dubna 1809 Londýn – 7. února 1903 Londýn) byl anglický meteorolog, astronom a průkopník balonového létání.

## Život
Narodil se v Londýně ve čtvrti Rotherhithe jako syn hodináře.
V letech 1833 až 1835 pracoval jako asistent v Cambridgeské hvězdárně, přičemž do této pozice ho jmenoval anglický matematik a astronom George Biddell Airy. Poté se stal vedoucím oddělení meteorologie a magnetismu v Královské greenwichské observatoři tuto funkci zastával až do roku 1874.
V roce 1845 vydal své tabulky rosného bodu, které sloužily k měření vlhkosti vzduchu. 7. června 1849 byl zvolen členem Královské společnosti. V roce 1856 byl též zvolen členem Mikroskopické společnosti v Londýně. Byl zakládajícím členem Meteorologické společnosti. Byl zakládajícím členem a posléze i prezidentem Královské meteorologické společnosti (v letech 1867 a 1868). V roce 1866 se podílel na založení Vzduchoplavecké společnosti Velké Británie.
Známý je také jako průkopník balonového létání. Mezi roky 1862 a 1866 provedl, nejčastěji ve spolupráci anglickým vzduchoplavcem Henrym Traceym Coxwellem, mnoho vzestupů s balonem s cílem měřit teplotu a vlhkost vzduchu v atmosféře.
Glaisher žil v čísle 22 v ulici Dartmouth Hill v Londýně, kde je na jeho počest pamětní deska. Zemřel v Londýně ve čtvrti Croydon v roce 1903 ve věku 93 let.

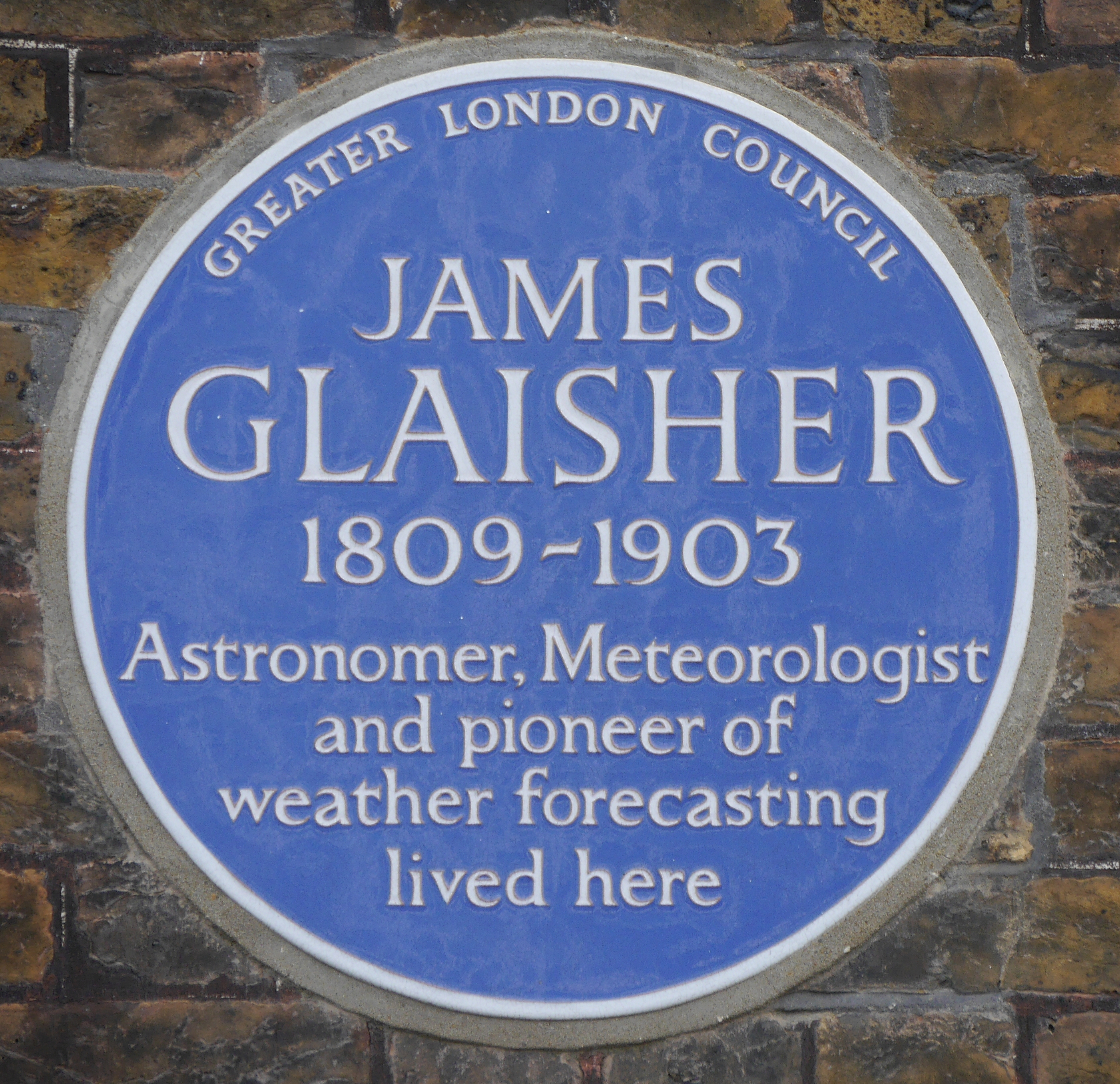
Pamětní deska na Gleisherově domě v Dartmouth Hillu

## Rodina
V roce 1843 se oženil s Cecilií Louisou Belvillovou, dcerou Henryho Belvilla. Společně měli tři děti:
- Ernest Glaisher
- James Whitbread Lee Glaisher (1848–1928), vědec, matematik
- Cecilia Appelina (1845–1932)

## Pojmenování
Je po něm pojmenovaný kráter na Měsíci. Název byl schválen Mezinárodní astronomickou unií v roce 1935.

## Populární kultura
Dne 5. září 1862 společně s Henrym Traceym Coxwellem s balonem vystoupali do rekordní výšky okolo 11 km. V roce 2019 o tomto letu natočil britský režisér Tom Harper celovečerní film Vzduchoplavci (The Aeronauts), kde postavu Glaishera ztvárnil herec Eddie Redmayne.